# Tynagh
Tynagh (irisch Tíne, älter Tighneatha) ist ein Ort und eine Kirchengemeinde im Südosten von Galway in der Republik Irland. Er liegt zwischen den Orten Loughrea (15 km) und Portumna (13 km).

## Name
Der Name des Ortes wurde in vielen verschiedenen Schreibweisen erwähnt: Tyneaach (1565), Teacneaghe (1543), Theaneac (1541) und ist wohl eine Verkürzung von Teach nEachach, „Eochu’s Haus“. Ursprünglich war damit Lecarrow, ein Weiler rund eine Meile östlich des Ortes gemeint.
Der Namensteil Eachach bezieht sich auf Lugh (auch Daghda), die höchste Gottheit der Pagan-Religion in Irland. Er wird als Vater des Gründers der Kirche Brandubh von Tynagh genannt. Dies legt den Schluss nahe, dass Tynagh einst eine heidnische Kultstätte war, bevor Brandubh den Ort christianisierte.

## Geographie und Industrie
Vom 8. oder 9. Jahrhundert an bis gegen 1600 war die Gegend um den Ort als Síol Anmchadha bekannt und wurde von der Herrscherfamilie der Maddan regiert.
Tynagh ist für seine Vorkommen an Blei und Zink bekannt, die ab 1960 von der Irish Base Metals Tynagh Ltd abgebaut wurden. 1981 wurden die Minen wieder geschlossen.
2004 wurden auf dem Gelände einige Industriebetriebe angesiedelt: Sperrin Galvanisers (Ireland) Ltd, ein stahlverarbeitender Betrieb und ein GuD-Kraftwerk (siehe Kraftwerk Tynagh), das im Besitz der Tynagh Energy Limited ist.

## Sport
Tynagh besitzt eine lange Hurling Tradition.

## Trivia
Paul Keating und Joseph Lyons, zwei ehemalige australische Premierminister haben verwandtschaftliche Beziehungen nach Tynagh.